# 莫尤塔
14°02′N 90°05′W / 14.033°N 90.083°W
莫尤塔（西班牙語：Moyuta），是危地馬拉的城鎮，位於該國東南部，由胡蒂亞帕省負責管轄，面積380平方公里，海拔高度1,273米，2002年人口35,051，人口密度每平方公里92.24人。